# Awatara

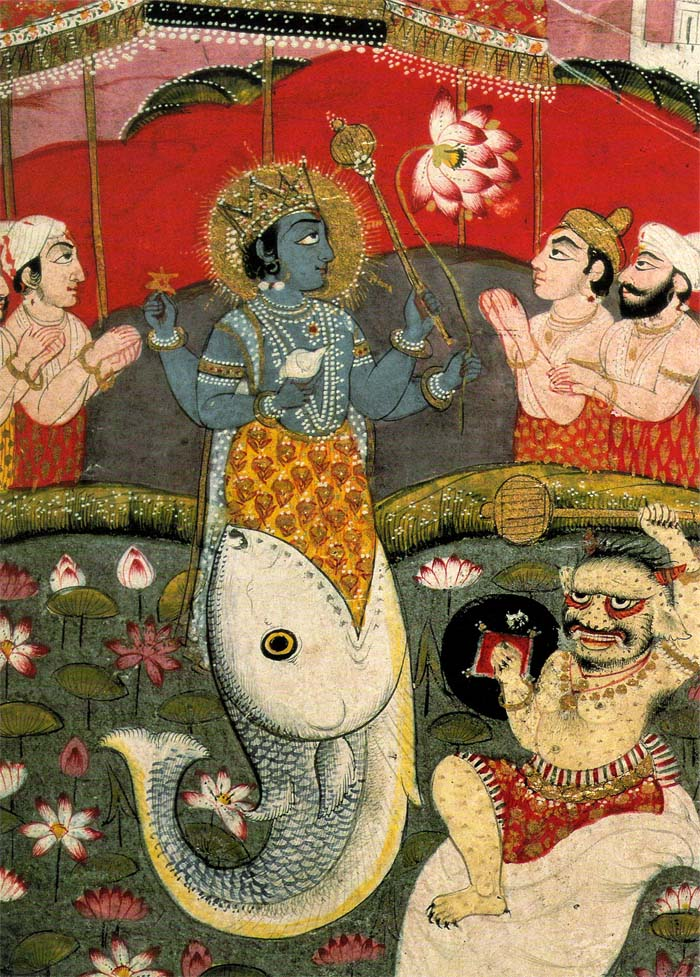
Wisznu w postaci ryby – Matsjawatara

Awatara (także Awatar) (dewanagari अवतार, transliteracja avatāra, ang. avatara, zstąpienie, „zejście, inkarnacja”) – w hinduizmie wcielenie (inkarnacja) bóstwa, które zstępuje z nieba na ziemię w postaci śmiertelnej – ludzkiej, zwierzęcej lub hybrydalnej).

## Historia
Początki tej koncepcji sięgają już Wed, jednakże klasyczna koncepcja wiąże się przede wszystkim z Wisznu i formuje się dopiero w Puranach.

## Występowanie
Idea awatary jest doktryną przeważnie wisznuicką i odgrywa największą rolę w wisznuizmie. Niemniej jednak idea awatar Śakti występuje także w śaktyzmie. Również wielu smartystów wierzy w awatary. W śiwaizmie doktryna awatar Śiwy jest na ogół nieobecna, niemniej w niektórych odłamach czy nurtach religijnych niektórzy święci uważani są za awatary Śiwy. W hinduizmie spotykane są też wierzenia na temat awatar innych dewów np. Ganeśi czy Waju.

## Dziesięć Awatar Wisznu
1. Matsja – pod postacią ryby
2. Kurma – pod postacią żółwia
3. Waraha – pod postacią dzika
4. Narasinha – pod postacią pół człowieka, pół lwa
5. Wamana – pod postacią karła
6. Paraśurama – pod postacią człowieka
7. Rama – pod postacią księcia Ajodhji
8. Kryszna – pod postacią człowieka, urodzonego w rodzinie pasterzy krów, który w przyszłości zostaje władcą
9. Budda – pod postacią człowieka, jednak część hinduistów uważa, że dziewiątym awatarem był Balarama (który zstąpił na Ziemię razem z Kryszną)
10. Kalkin – pod postacią jeźdźca (na białym koniu), którego przyjście ma zwiastować koniec obecnej kalijugi; większość hinduistów oczekuje na jego przybycie, jednak niektóre odłamy hinduistyczne uważają, że ono już nastąpiło

Najbardziej czczeni spośród wyżej wymienionych awatarów są Rama i Kryszna.